# Morro Izquierdo
Morro Izquierdo är en bergstopp i Antarktis. Den ligger i Västantarktis. Argentina, Chile och Storbritannien gör anspråk på området.
Terrängen runt Morro Izquierdo är kuperad åt sydväst, men åt nordost är den platt. Trakten är glest befolkad. Närmaste befolkade plats är Marambio Station, 17,2 kilometer nordost om Izquierdo.